# National Hockey League 1962/1963
National Hockey League 1962/1963 var den 46:e säsongen av NHL. 6 lag spelade 70 matcher i grundserien innan Stanley Cup inleddes den 26 mars 1963. Stanley Cup vanns av Toronto Maple Leafs som tog sin 11:e titel, efter finalseger mot Detroit Red Wings med 4-1 i matcher.
Detroit-legenden Gordie Howe vann poängligan på 86 poäng, 38 mål och 48 assist.

## Grundserien
| Nr | Lag                 | S  | V  | O  | F  | GM  | IM  | MS  | P  |
| -- | ------------------- | -- | -- | -- | -- | --- | --- | --- | -- |
| 1  | Toronto Maple Leafs | 70 | 35 | 12 | 23 | 221 | 180 | +41 | 82 |
| 2  | Chicago Black Hawks | 70 | 32 | 17 | 21 | 194 | 178 | +16 | 81 |
| 3  | Montreal Canadiens  | 70 | 28 | 23 | 19 | 225 | 183 | +42 | 79 |
| 4  | Detroit Red Wings   | 70 | 32 | 13 | 25 | 200 | 194 | +6  | 77 |
| 5  | New York Rangers    | 70 | 22 | 12 | 36 | 211 | 233 | −22 | 56 |
| 6  | Boston Bruins       | 70 | 14 | 17 | 39 | 198 | 281 | −83 | 45 |

## Poängligan 1962/1963
Note: SM = Spelade matcher, M = Mål, A = Assists, Pts = Poäng
| Spelare         | Lag                 | SM | M  | A  | Pts |
| --------------- | ------------------- | -- | -- | -- | --- |
| Gordie Howe     | Detroit Red Wings   | 70 | 38 | 48 | 86  |
| Andy Bathgate   | New York Rangers    | 70 | 35 | 46 | 81  |
| Stan Mikita     | Chicago Black Hawks | 65 | 31 | 45 | 76  |
| Frank Mahovlich | Toronto Maple Leafs | 67 | 36 | 37 | 73  |
| Henri Richard   | Montreal Canadiens  | 67 | 23 | 50 | 73  |

## Slutspelet 1963
4 lag gjorde upp om Stanley Cup-bucklan, matchserierna avgjordes det i bäst av sju matcher.
Semifinaler
Toronto Maple Leafs vs. Montreal Canadiens
| Datum   | Hemma               | Mål | Borta               | Mål |
| ------- | ------------------- | --- | ------------------- | --- |
| 26 mars | Toronto Maple Leafs | 3   | Montreal Canadiens  | 1   |
| 28 mars | Toronto Maple Leafs | 3   | Montreal Canadiens  | 2   |
| 30 mars | Montreal Canadiens  | 0   | Toronto Maple Leafs | 2   |
| 3 april | Montreal Canadiens  | 3   | Toronto Maple Leafs | 1   |
| 5 april | Toronto Maple Leafs | 5   | Montreal Canadiens  | 0   |

Toronto Maple Leafs vann semifinalserien med 4-1 i matcher
Chicago Black Hawks vs. Detroit Red Wings
| Datum   | Hemma               | Mål | Borta               | Mål |
| ------- | ------------------- | --- | ------------------- | --- |
| 26 mars | Chicago Black Hawks | 5   | Detroit Red Wings   | 4   |
| 28 mars | Chicago Black Hawks | 5   | Detroit Red Wings   | 2   |
| 31 mars | Detroit Red Wings   | 4   | Chicago Black Hawks | 2   |
| 2 april | Detroit Red Wings   | 4   | Chicago Black Hawks | 1   |
| 4 april | Chicago Black Hawks | 2   | Detroit Red Wings   | 4   |
| 7 april | Detroit Red Wings   | 7   | Chicago Black Hawks | 4   |

Detroit Red Wings vann semifinalserien med 4-2 i matcher

## Stanley Cup-final
Toronto Maple Leafs vs. Detroit Red Wings
| Datum    | Hemma               | Mål | Borta               | Mål | Spelplats                   |
| -------- | ------------------- | --- | ------------------- | --- | --------------------------- |
| 9 april  | Toronto Maple Leafs | 4   | Detroit Red Wings   | 2   | Maple Leaf Gardens, Toronto |
| 11 april | Toronto Maple Leafs | 4   | Detroit Red Wings   | 2   | Maple Leaf Gardens, Toronto |
| 14 april | Detroit Red Wings   | 3   | Toronto Maple Leafs | 2   | Detroit Olympia, Detroit    |
| 16 april | Detroit Red Wings   | 2   | Toronto Maple Leafs | 4   | Detroit Olympia, Detroit    |
| 18 april | Toronto Maple Leafs | 3   | Detroit Red Wings   | 1   | Maple Leaf Gardens, Toronto |

Toronto Maple Leafs vann finalserien med 4-1 i matcher

## NHL awards
| 1962–63 NHL awards            | 1962–63 NHL awards                 |
| ----------------------------- | ---------------------------------- |
| Prince of Wales Trophy:       | Toronto Maple Leafs                |
| Art Ross Memorial Trophy:     | Gordie Howe, Detroit Red Wings     |
| Calder Memorial Trophy:       | Kent Douglas, Toronto Maple Leafs  |
| Hart Memorial Trophy:         | Gordie Howe, Detroit Red Wings     |
| James Norris Memorial Trophy: | Pierre Pilote, Chicago Black Hawks |
| Lady Byng Memorial Trophy:    | Dave Keon, Toronto Maple Leafs     |
| Vezina Trophy:                | Glenn Hall, Chicago Black Hawks    |

## All-Star
| Första                               | Position | Andra                             |
| ------------------------------------ | -------- | --------------------------------- |
| Glenn Hall, Chicago Black Hawks      | M        | Terry Sawchuk, Detroit Red Wings  |
| Pierre Pilote, Chicago Black Hawks   | B        | Tim Horton, Toronto Maple Leafs   |
| Carl Brewer, Toronto Maple Leafs     | B        | Moose Vasko, Chicago Black Hawks  |
| Stan Mikita, Chicago Black Hawks     | C        | Henri Richard, Montreal Canadiens |
| Gordie Howe, Detroit Red Wings       | HF       | Andy Bathgate, New York Rangers   |
| Frank Mahovlich, Toronto Maple Leafs | VF       | Bobby Hull, Chicago Black Hawks   |